# Helmut Rüßmann (Rechtswissenschaftler)
Helmut Rüßmann (* 23. Januar 1943 in Dortmund) ist ein deutscher Rechtswissenschaftler.
Er studierte in Frankfurt und Washington und war danach von 1970 bis 1972 als wissenschaftlicher Assistent sowie von 1972 bis 1975 als Dozent in Frankfurt tätig. 1975 übernahm er eine Professur in Bremen. Von 1987 bis 2012 lehrte und forschte er an der Universität des Saarlandes, wo er einen Lehrstuhl für Bürgerliches Recht, Zivilprozessrecht und Rechtsphilosophie innehatte.
Daneben war Helmut Rüßmann in den Jahren 1978 bis 1987 Richter am Hanseatischen Oberlandesgericht Bremen sowie von 1989 bis 1999 Richter am Saarländischen Oberlandesgericht.
Professor Rüßmann war bis 2010 einer der Direktoren des Instituts für Rechtsinformatik und betreute das Juristische Internetprojekt Saarbrücken mit. Außerdem war er bis 2010 Vorstandsmitglied im Verein Deutscher EDV-Gerichtstag e. V.
Einer seiner Tätigkeitsschwerpunkte liegt im Bereich des E-Learning. So stellt er auf der Website seines ehemaligen Lehrstuhls umfangreiche Lernmaterialien bereit, die auch außerhalb der Universität des Saarlandes Beachtung finden.
Er setzte sich als Japanbeauftragter der Rechts- und Wirtschaftswissenschaftlichen Fakultät der Universität des Saarlandes für die Zusammenarbeit mit der Keiō-Universität ein. Für dieses Engagement wurde ihm im Oktober 2005 von der Keiō die Ehrendoktorwürde verliehen. Ab Januar 2013 lehrte er an der Hamburger Fern-Hochschule (HFH).

## Veröffentlichungen (Auszug)
- Das Erfordernis einer Beschwerde zur Geltendmachung von Rechtsbehelfen im Rahmen der streitigen und freiwilligen Gerichtsbarkeit. Frankfurt, 1967 (Dissertation vom 29. November 1967).
- Hans-Joachim Koch, Helmut Rüßmann: Juristische Begründungslehre. Eine Einführung in die Grundprobleme der Rechtswissenschaft. Beck, München 1982, ISBN 3-406-03452-7 (Juristische Schulung. Schriftenreihe 22).
- (Hrsg.): Keio-Tage 1998. Beiträge zum deutschen, japanischen und europäischen Wirtschafts- und Verfahrensrecht. Nomos, Baden-Baden 2000, ISBN 3-7890-6850-0 (Saarbrücker Studien zum internationalen Recht 14).
- (Hrsg.): juris Praxiskommentar BGB. juris, Saarbrücken 2005, ISBN 3-935159-88-9.